# Calaphis flava
Calaphis flava är en insektsart som beskrevs av Alexandre Mordvilko 1928. Enligt Catalogue of Life ingår Calaphis flava i släktet Calaphis och familjen långrörsbladlöss, men enligt Dyntaxa är tillhörigheten istället släktet Calaphis och familjen borstbladlöss. Arten är reproducerande i Sverige. Inga underarter finns listade i Catalogue of Life.

## Bildgalleri

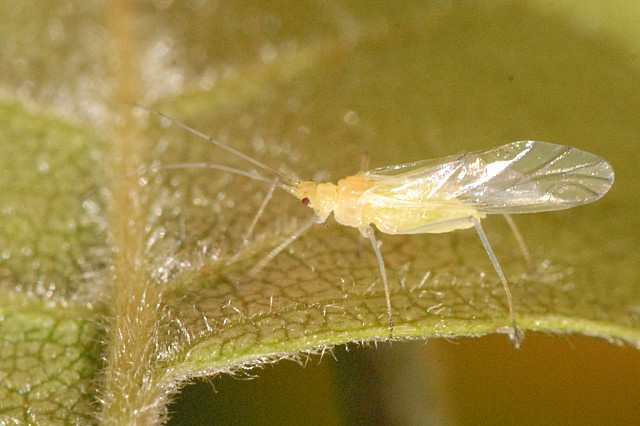